# Cochoapa el Grande
Cochoapa el Grande es una localidad del estado mexicano de Guerrero, cabecera del municipio homónimo. 

## Toponimia
El nombre Cochoapa proviene del náhuatl y se interpreta como “río de loros”.

## Geografía
La localidad está ubicada en la posición 17°11′35″N 98°27′19″O / 17.19306, -98.45528, a una altitud de 2009 m s. n. m.
Según la clasificación climática de Köppen, el clima corresponde al tipo Aw - Tropical seco.

## Demografía
Cuenta con 3697 habitantes lo que representa un incremento promedio de 3.6% anual en el período 2010-2020 sobre la base de los 2610 habitantes registrados en el censo anterior. Ocupa una superficie de 0.6745 km², lo que determina al año 2020 una densidad de 5481 hab/km².
| Gráfica de evolución demográfica de Cochoapa el Grande entre 2005 y 2020 |
|                                                                          |
| Fuente: Instituto Nacional de Estadística Geografía e Informática        |

En el año 2010 estaba clasificada como una localidad de grado muy alto de vulnerabilidad social.
La población de Cochoapa el Grande está mayoritariamente alfabetizada (22.69% de personas analfabetas al año 2020) con un grado de escolarización en torno de los 5 años. El 98.76% de la población es indígena.